# Alena Husková
Alena Husková (10. června 1935 Litoměřice – 6. srpna 2008 Brno) byla česká klavíristka, dirigentka, korepetitorka baletu Národního divadla Brno.

## Život a kariéra
Jejím bratrem byl sólový violista Slovenské filharmonie Zdeněk Husek. V roce 1962 se vdala za kontrabasistu Karla Kopřivu (23. června 1930, Krumvíř – 11. února 2004, Brno), žáka Františka Hertla, člena orchestru opery Národního divadla Brno a od roku 1970 profesora hry na kontrabas na brněnské konzervatoři. Její dcerou je slovesná dramaturgyně a dokumentaristka Českého rozhlasu Alena Blažejovská, roz. Kopřivová (nar. 1963), syn Petr Kopřiva se narodil v roce 1969.
Navštěvovala Hudebně pedagogickou školu v Olomouci (1950–1955), poté pokračovala ve studiu na ostravské konzervatoři (obor dirigování u Jana Šoupala). Odtud přestoupila v roce 1956 na pražskou konzervatoř jako posluchačka oboru dirigování (ve třídě Václava Smetáčka, soukromě také u Františka Stupky a Bohumila Špidy). Jako dirigentka absolvovala Smetanovou symfonickou básní Šárka z cyklu Má vlast s orchestrem FOK ve Smetanově síni v Praze (1959).
Poté byla angažována v olomouckém divadle jako dirigentka činohry. V roce 1960 zahájila svoje dlouholeté působení na místě korepetitorky baletu Národního (tehdy Státního) divadla Brno.

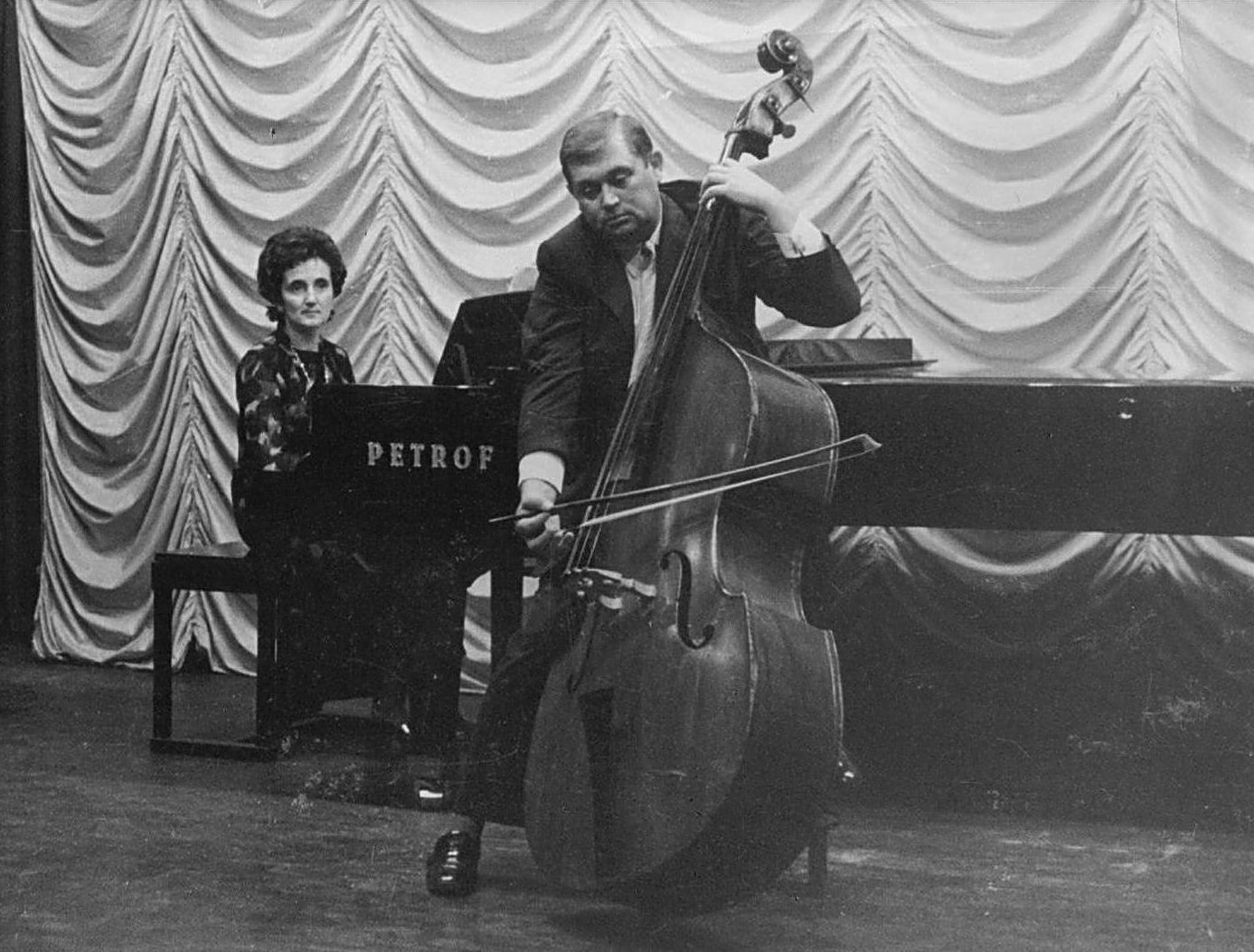
Alena Husková a Karel Kopřiva v Havaně

V letech 1965–1967 pobývala s rodinou v Havaně. Manžel Karel Kopřiva zde působil jako sólový kontrabasista kubánského Národního symfonického orchestru. Na žádost kubánského ministerstva kultury se rodina do Havany vrátila opět v roce 1971. Karel Kopřiva zde rovněž vedl kontrabasovou třídu na prestižní Národní umělecké škole Instituto Superior de Arte v Cubanacánu. Alena Husková v Havaně pořádala četné koncerty, za svou uměleckou činnost obdržela v roce 1974 medaili Bedřicha Smetany.
Po návratu do Brna (1975) Alena Husková vedle korepetitorského působení v baletu Národního divadla Brno pracovala na obdobné pozici také na tanečním oddělení brněnské konzervatoře. V orchestru opery a baletu Národního divadla Brno hrála na klavír, cemballo, zvonkovou hru a elektrofonické varhany. Spolupracovala s dirigenty a věnovala se rovněž práci inspicientky.